# 이가원
이가원(李家源, 1917년 6월 1일 ~ 2000년 11월 9일)은 대한민국의 대학 교수이자 국문학자·한문학자이다.
본관은 진보이고 본명은 이참연(李慙淵)이며, 호는 가원(家源)· 연민(淵民)· 설관(雪館)으로 사용하였다. 퇴계 이황의 14대손으로 어려서부터 내려오는 가학으로 한학을 공부하였다. 1941년에서 1943년까지 명륜전문학원 연구과와 명륜전문학교 경학연구과를 마쳤다. 천착(穿鑿)하였다는 말처럼 젊어서부터 끊임없이 실학자 박지원의 문학세계를 조명하였으며, 『금오신화』, 『구운몽』, 『춘향전』, 『열하일기』 등 수많은 작품의 역주를 하여 한국 고전문학의 기반을 다졌으며, 위당 정인보, 육당 최남선, 벽초 홍명희 등과 교유하며 청년 문장가로 이름을 알렸다.
또한 조선시대의 선현과 서예 대가들의 필법을 두루 익혀 서예에도 독창적인 경지를 개척하였으며, 선현들의 묵적, 골동, 서화 등에 대한 식견과 수집에 대한 관심이 높아 어려운 살림 속에서도 보물급 문화 유적을 많이 소장하였다. 그러나 평소에도 개인 소유가 아니라는 점을 강조하였고, 1986년 그동안 애써 모은 박지원의 『열하일기』 원본, 정선의 산수화 등 그동안 애써 모은 3만여 점의 골동품과 서화를 1986년 단국대학교 부설 퇴계학연구소에 기증했다. 더욱이 1995년 고령의 나이에 『조선문학사』를 집필하여 대한민국 문학사를 집대성하였다. 묘소는 충청북도 충주에 있다.

## 학력
- 1943년 경성 명륜전문학교 전문학사 졸업
- 1952년 서울 국학대학교 국어국문학과 학사 졸업
- 1953년 성균관대학교 대학원 한문학과 문학석사 졸업
- 1954년 성균관대학교 대학원 한문학과 문학박사 졸업

### 명예 박사 학위
- 1970년 중화민국 중화학술원 명예 철학박사

## 생애
이가원은 유교 집안에서 태어나 23세까지 한학만을 배웠다. 이때 배운 한학은 뒤에 고전문학을 연구하는 데 가장 큰 밑거름이 되었다. 1938년경에 경성 땅으로 올라와 1940년 명륜전문(明倫專門, 성균관대 전신)에 입학하였는데 재학시절 '사서연구회'를 만들어 이후 〈삼국유사 신역(新譯)〉(1946)을 펴내었고 1943년 경성 명륜전문학교를 졸업하였다. 1954년 성균관대대학원에서 문학박사 학위를 받고 같은 해 1954년 동 대학 문리대 조교수가 되었으나 1956년 총장이었던 김창숙과 함께 이승만 정권에 항거하여 파면당했다.
그 뒤 날마다 국립도서관에 나가 실학에 관한 자료를 찾아 자료집 〈실학연구지자〉를 만들었다. 1959년 연세대학교 국문과 교수로 취임하여 1982년 정년퇴직할 때까지 23년 동안 재직하며 국학 연구 및 후진 양성에 헌신하다 정년퇴임했다. 1959년 문교부국어심의회 위원, 1960년 한국교수협회 간사, 1962년 한국어문학회 이사 등을 역임했다. 1966년 성균관대학교 이사를 지냈고, 같은 해 성균관대학교에서 〈연암소설 연구〉로 박사학위를 받았다. 1970~74년 유도회총본부 위원장, 1975년 한국한문학연구회 회장, 1978년 퇴계학연구원 이사 등을 지냈다.
1969년부터는 국립중앙도서관에서 구성한 고서위원회에 참여하였으며, 1945년 구입한 《규원사화》 고서에 대하여 1972년 11월 3일, 당시 국립중앙도서관 고서심의의원이었던 손보기, 임창순과 함께 조선 중기에 씌여진 진본임을 확인하고 인증서를 작성하여 국립중앙도서관의 직인으로 인증하였다.
특히 이가원은 국문학과 한문학 분야에서 괄목할 만한 업적을 남겼는데, 박사학위 논문인 「연암소설연구」는 당시 학계에 커다란 반향을 불러일으켰다. 또한 이가원은 도산서원장, 퇴계학연구원장 등을 역임하고 1983년 단국대학교 대학원 초대 교수가 되었고, 학술원 정회원 겸 단국대 석좌교수로 있으면서 단국대학교 동양학연구소에서 세계 최대 한자사전인 『한한대사전(漢韓大辭典)』 편찬을 주도하는 등 국학 발전에 지대한 영향을 끼쳤다.
국학계의 대표 저서인 〈연암소설 연구〉는 박지원 소설의 사회배경과 문학관을 10여 년 동안 고찰·분석하여 4년 동안 집필한 끝에 펴낸 책이다. 그밖에 〈금오신화역주〉(1953)·〈중국문학사조사〉(1959)·〈한국한문학사〉(1961) 등을 포함하여 10여 권의 저서를 펴냈다. 1986년 정음사에서 〈이가원전집〉 23권을 펴냈다. 현재 단국대학교 연민기념관에는 그가 평소에 모아 기증한 소장품들이 보관되어 있다.

## 저서 및 논문
- 『이가원전집』(23권)[5]
- 『연암소설연구』(정음사, 1986)
- 『금오신화역주』(정음사, 1986)
- 『중국문학 사조사』(정음사, 1986)
- 『한국한문학소사』(정음사, 1986)
- 『조선호랑이 이야기(편)』(학민사, 1993)
- 『조선문학사』(태학사, 1995)

## 상훈
- 1987년 제2회 성곡학술문화상
- 1997년 제3회 용재학술상
- 1997년 제11회 춘강상(교육부문)

## 참고 문헌
- 이가원[깨진 링크(과거 내용 찾기)], 《향토문화대전》